# السياسة المحلية لإدارة جورج بوش الابن
كانت السياسة المحلية لإدارة جورج بوش الابن السياسة المحلية التي تبنتها الولايات المتحدة منذ عام 2001 حتى عام 2009 خلال فترة رئاسة جورج دبليو بوش. كان من بين المستشارين الرئيسيين لبوش في السياسة المحلية رئيس مجلس الشؤون الاقتصادية إدوارد لازيار وروب بورتمان مدير مكتب الإدارة والميزانية، ووزير العمل الأمريكي إلاين تشاو ونائب الرئيس ديك تشيني ووزير الخزينة الأمريكية هنري باولسن ووزير التجارة كارلوس غوتيريز ووزير الصحة والخدمات الإنسانية ميشيل أو ليفيت ومدير المجلس الاقتصادي الوطني آلان هوبارد.
كان من بين أهم إنجازات السياسة المحلية لإدارة جورج دبليو بوش الفوز بإقرار قانونين رئيسيين لخفض الضرائب خلال فترة رئاسته: قانون النمو الاقتصادي وتخفيض الضرائب لعام 2001 وقانون المهن والنمو لتخفيف الضرائب لعام 2003. عرف هذان القانونان وحُللا ونوقشا تحت اسم «تخفيض بوش للضرائب».

## حفظ النظام والعدالة

### المراقبة وأمن الوطن
في 26 أكتوبر من عام 2001، وقع جورج دبليو بوش على قانون باتريوت آكت. ومع إقراره بناءً على طلب من الرئيس، أتاح القانون تشاركًا أكبر للمعلومات الاستخباراتية ضمن مجتمع الاستخبارات الأمريكية ووسع السلطة المحلية للحكومة في مراقبة الإرهابين المشتبه بهم. وشرّع قانون باتريوت آكت مراقبة الخطوط الهاتفية المتنقلة للإرهابين المشتبه بهم ووسع سلطة الحكومة في مراقبة إرهابي «الذئب المنفرد» المشتبه بهم. شرع جورج بوش أيضًا بصورة سرية لوكالة الأمن القومي الأمريكي مراقبة غير مرخصة للاتصالات داخل الولايات المتحدة الأمريكية وخارجها.
بعد فترة قصيرة على وقوع أحداث 11 سبتمبر، أعلن بوش تأسيس وزارة الأمن الداخلي وتعيين الحاكم السابق لبنسلفانيا توم ريدج وزيرًا لها. بعد إقرار الكونغرس لقانون الأمن الداخلي وتوقيع الرئيس بوش عليه في 25 نوفمبر من عام 2002 لتأسيس وزارة الأمن الداخلي، أصبح ريدج الوزير الأول للوزارة المؤسسة حديثًا. وأوكلت إلى الوزارة مهمة الإشراف على الهجرة والتحكم بالحدود والجمارك وإدارة أمن النقل المؤسسة حديثًا والتي ركزت على أمن المطارات. وعلى الرغم من بقاء الإف بي آي والسي آي إيه وكالات مستقلة، كُلفت وزارة الأمن الداخلي بسلطة قضائية على حرس السواحل الأمريكي وقسم الهجرة والتجنيس (الذي كان مقسمًا لثلاث وكالات) ودائرة الجمارك الأمريكية (التي كانت مقسمة أيضًا إلى وكالات مستقلة) والوكالة الفيدرالية لإدارة الطوارئ. مثّل قانون الأمن الداخلي إعادة التنظيم الإدارية الأكثر أهمية منذ قانون الأمن الوطني لعام 1947.

### عقوبة الإعدام
كان جورج دبليو بوش من أشد مؤيدي عقوبة الإعدام. خلال فترة شغله منصب حاكم تكساس أُعدم في تلك الولاية 152 شخصًا لتحتفظ برقمها بصفتها الولاية الأكثر تنفيذًا لحكم الإعدام. كرئيس للولايات المتحدة الأمريكية، واصل بوش تأييده لعقوبة الإعدام، بما في ذلك ترأسه لأول إعدام فيدرالي خلال عقود بحق الإرهابي المدان تيموثي مكفي. على الرغم من كون تأييد بوش لعقوبة الإعدام أمرًا معروفًا، وقع جدل في عام 1999 حين كشف توكر كارلسون أن الحاكم كان قد سخر من أزمة كارلا فاي توكر في مقابلة.

### تنبيه أمبر
وقع بوش تشريع تنبيه أمبر ليصبح قانونًا في 30 أبريل من عام 2003، الذي تطور سريعًا لينبه عامة الشعب بسرعة إلى اختطاف الأطفال باستخدام مصادر إخبارية متنوعة. في 27 من شهر يوليو من عام 2006، وقع بوش قانون آدم والش لحماية الطفل وأمنه الذي أسس قاعدة بيانات وطنية تطلب من جميع المدانين بانتهاكات جنسية تسجيل إقامتهم الحالية والتفاصيل المتعلقة بها شهريًا بدلًا من تسجيلها سنويًا الذي كان سائدًا في السابق. وسيواجه المدانون حديثًا بانتهاكات جنسية فترات سجن إلزامي أطول.

### اغتصاب السجون
كان قانون القضاء على اغتصاب السجون لعام 2003 أول قانون فيدرالي يقر في الولايات المتحدة للتعامل مع الاعتداءات الجنسية في السجون. وقع مشروع القانون ليصبح قانونًا رسميًا من قبل الرئيس بوش في 4 من شهر سبتمبر من عام 2003. نتيجة لذلك، أنشئت اللجنة الوطنية للقضاء على اغتصاب السجون لدراسة المشكلة وتقديم حلول. وبدأ التمويل الفيدرالي للسجون يطالب منشآت الاحتجاز أن تحتفظ بسجلات حول الاعتداءات الجنسية. وأفضى الفشل في الالتزام بمتطلبات قانون القضاء على اغتصاب السجون بخسارة في التمويل وصلت نسبتها حتى 5%. خصص القانون أيضًا منحًا مالية جديدة لمنع الاعتداءات الجنسية. نال القانون دعمًا كبيرًا من منظمة هيومان رايتس ووتش والمرأة المتهمة بأمريكا ومنظمة الاحتجاز العادل الدولية والعديد من المنظمات الإنجيلية الأخرى.

## العلم
في 19 ديسمبر من عام 2002، وقع بوش إقرار تشريع إتش آر 4664، والذي كان تشريعًا بعيد المدى وضع مؤسسة العلوم الوطنية على الطريق لمضاعفة ميزانيتها خلال خمسة أعوام وإقامة مبادرات رياضية وتعليمية علمية على المستويين الجامعي وما قبل الجامعي. خلال السنوات الثلاث الأولى من تلك السنوات الخمس، ازدادت ميزانية الأبحاث والتنمية بنسبة 14%. كان بوش لفترة طويلة عرضة لانتقادات بأن إدارته كانت تتجاهل المشورة العلمية أو تكبحها. أبدى بوش تأييدًا لعلم المحيطات واستكشاف الفضاء وقدم الدعم للعلوم لتقليل التلوث. كان بوش عمومًا معارضًا لعلم الأحياء، لا سيما علم التكاثر البشري والصحة الإنجابية. قدم بوش دعمًا ل «تعليم الجدل». ولم يكن حزب بوش دائمًا يشارك الرئيس مواقفه.

### أبحاث الخلايا الجذعية
قدم الرئيس بوش الدعم لأبحاث الخلايا الجذعية عند البالغين وأبحاث الخلايا الجذعية المخزنة من دم الحبل السري. إلا أن بوش عارض أي أبحاث للخلايا الجذعية الجنينية، وحدّ من التمويل الفيدرالي للأبحاث الجارية. جرت الموافقة على التمويل الفيدرالي لأبحاث الخلايا الجذعية الجنينية للمرة الأولى في ظل رئاسة بيل كلينتون في 9 يناير من عام 1999، دون أن تنفق أي أموال إلى حين نشر التوجيهات العامة. صدرت التوجيهات العامة تحت رئاسة كلينتون في 23 من شهر أغسطس من عام 2000. وأتاحت تلك التوجيهات استخدام الأجنة المجمدة غير المستخدمة. في 9 أغسطس من عام 2001، وقبل منح أي تمويل بموجب هذه التوجيهات، أعلن بوش تعديلات على التوجيهات العامة للسماح باستخدام خطوط الخلايا الجذعية الموجودة فقط. وفي حين ادعى بوش وجود أكثر من 60 سلسلة من الخلايا الجذعية الجنينية بشكل مسبق من أبحاث ممولة بشكل خاص، تحدث علماء في عام 2003 عن وجود 11 سلسلة فقط صالحة للاستخدام، وفي عام 2005 تحدث العلماء عن أن جميع السلاسل الموافق عليها للتمويل الفيدرالي كانت ملوثة وغير قابلة للاستخدام. لم يكن هناك قيود على تمويل الخلايا الجذعية عند البالغين، بل نال دعمًا من الرئيس بوش بصفته وسيلة بحث أكثر قابلية للتطبيق.

### استكشاف الفضاء
في 14 من شهر يناير من عام 2004، أعلن بوش عن رؤية لاستكشاف الفضاء داعيًا إلى إتمام بناء محطة الفضاء الدولية بحلول عام 2010 والتخلي عن مكوك الفضاء وتطوير مركبة فضائية جديدة تسمى مركبة فريق الاستكشاف تحت عنوان برنامج كونستليشن. وستستخدم مركبة فريق الاستكشاف لإعادة رواد الفضاء الأمريكيين إلى القمر بحلول عام 2018 بهدف تأسيس قاعدة دائمة على القمر وفي النهاية إرسال رحل مأهولة في المستقبل إلى المريخ. لتحقيق هذه الغاية، اقترحت الخطة زيادة ميزانية ناسا بنسبة 5% كل عام إلى أن تصل إلى 18 مليار دولار في عام 2008، واحتساب الزيادات التضخمية فقط بعد ذلك. ويتوقع أيضًا أن يوفر التخلي المخطط له عن مكوك الفضاء في عام 2010 بعد إتمام محطة الفضاء الدولية ما بين 5 مليارات و6 مليارات دولار سنويًا. قوبلت الميزانية التي اقترحتها ناسا لعام 2005 والتي قدرت ب 16.2 مليار دولار بمعارضة من لجنتي الإنفاق في مجلسي النواب والشيوخ ولم تذكر هذه المبادرة سوى قليلًا خلال الحملة الرئاسية. وعلى الرغم من ذلك، منحت الموافقة على الميزانية مع تغييرات ثانوية فحسب بعد انتخابات نوفمبر بفترة قصيرة.
يرى المؤيدون أن هذه الخطة ستكون جزءًا هامًا من الإجراءات التي سيتخذها بوش خلال فترة ولايته. ومع ذلك تعرضت هذه السياسة لانتقادات على مستويين. أولًا، رأى النقاد أنه يتوجب على الولايات المتحدة أن تركز على إيجاد حل للقضايا المحلية قبل التركيز على استكشاف الفضاء. ثانيًا، من ضمن التمويل الذي كان بوش قد اقترحه للسنوات الخمس القادمة، سيُرصد مبلغ مليار دولار فقط في حين ستخصص ال 11 مليار دولار المتبقية من برامج ناسا الأخرى، وبالتالي ستكون غير كافية لبلوغ هذه الرؤية بصورة تامة. حدد الجدول الزمني للجزء الأكبر من الإنفاق على البرنامج الجديد، وعلى الجزء الأكبر من التخفيضات في الميزانية للبرامج القائمة، بعد السنة الأخيرة من رئاسة بوش. وليست واضحة على المدى الأبعد كيفية التوفيق بين رؤية الفضاء وبين المخاوف المتعلقة بالميزانية.